# Atlantis-Massiv

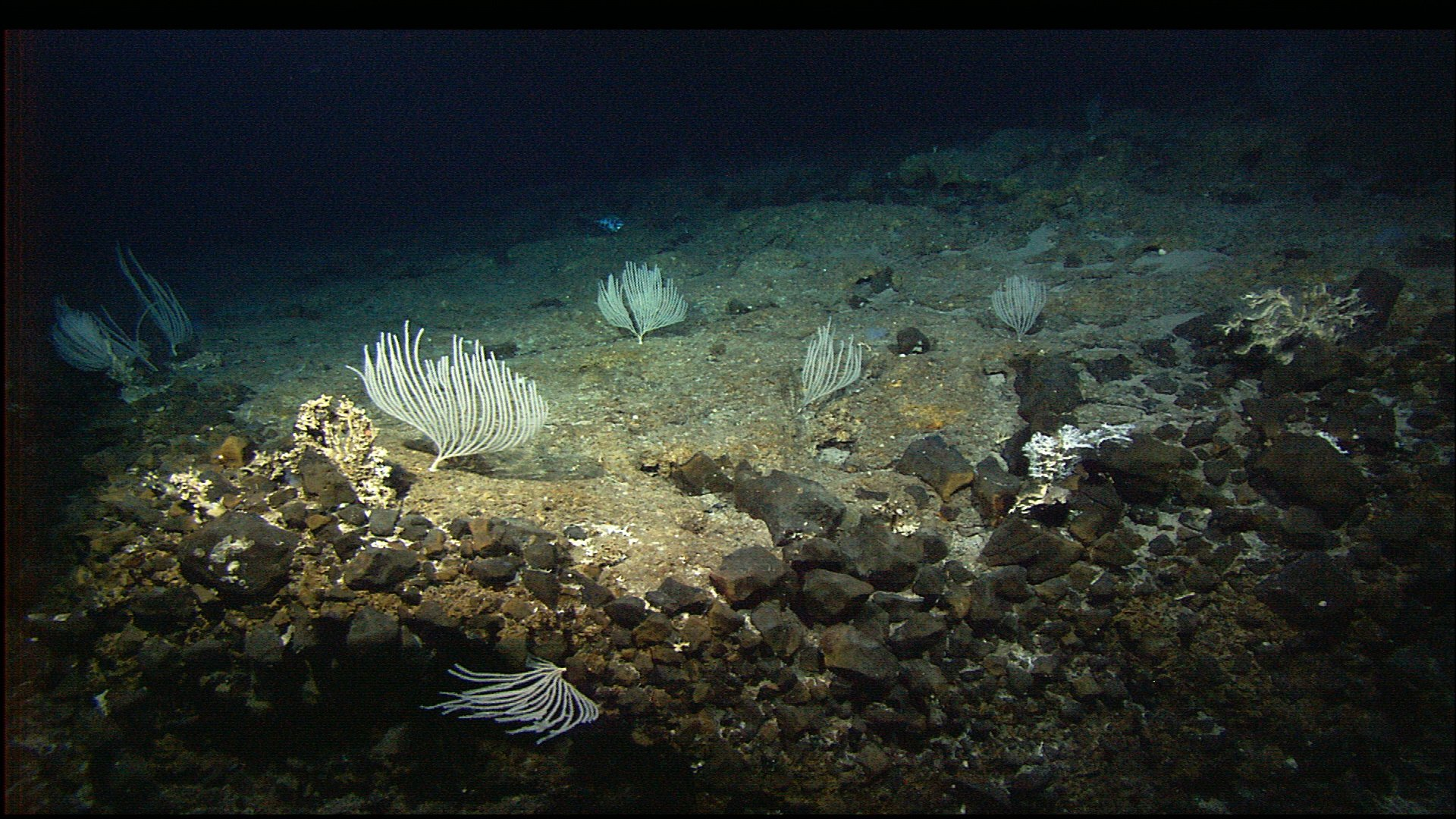
Der Meeresboden des Atlantis-Massivs, mit weißen Korallen und einem augenscheinlich gefleckten Fisch

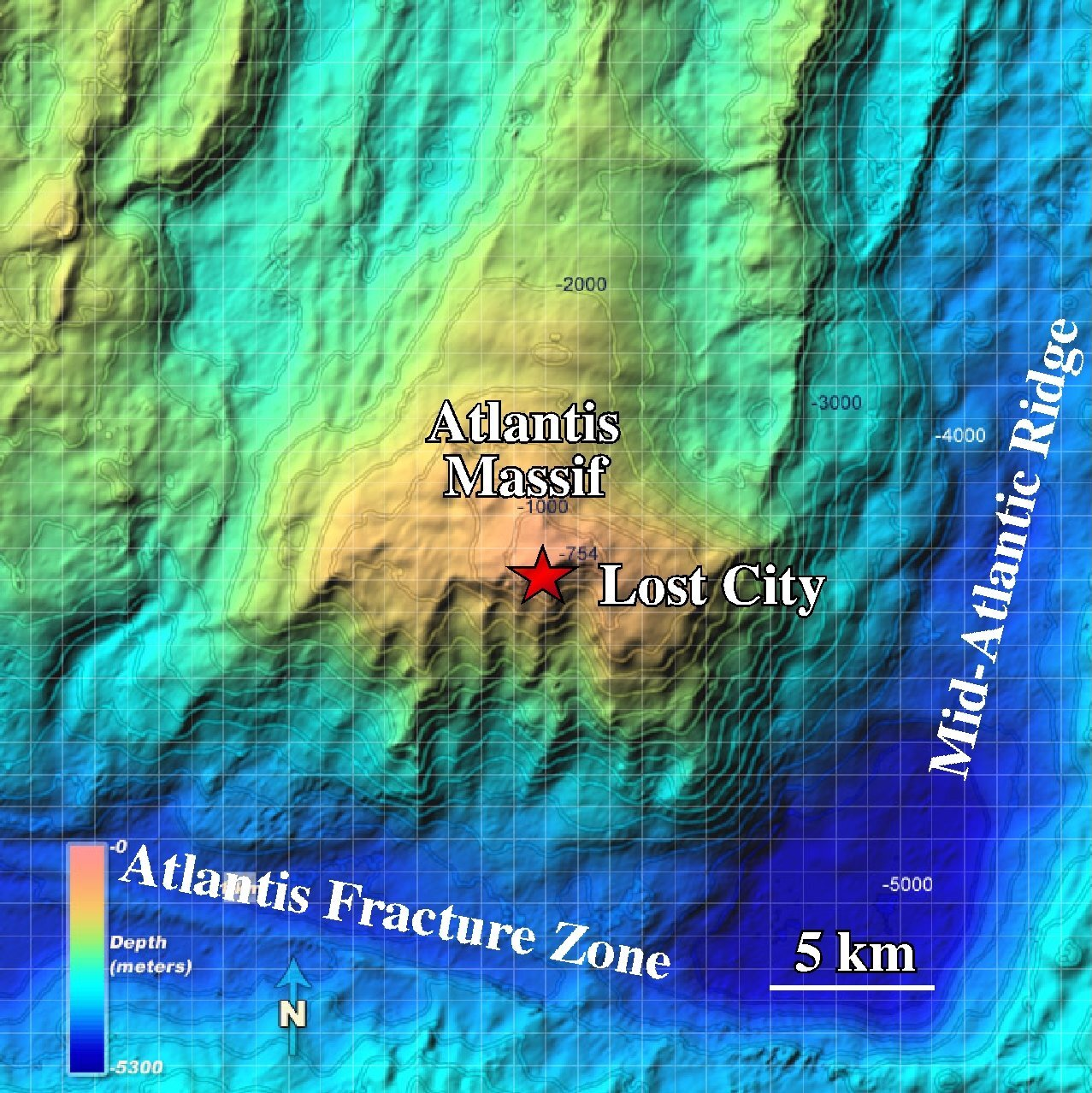
Unterwassertopografie des Atlantis-Massivs mit Hervorhebung der Lage des Hydrothermalfeldes Lost City

Das Atlantis-Massiv ist ein unterseeisches Bergmassiv, das sich im Atlantischen Ozean bei etwa 30° Nord und 42° West befindet. Das Massiv erreicht eine Höhe von etwa 3.000 Metern über dem Ozeanboden. Sein Name leitet sich von der Möglichkeit ab, dass die Gipfel des Massivs wohl vor einigen hunderttausend Jahren über die Meeresoberfläche ragten, bevor sie um etwa 700 Meter unter die Meeresoberfläche absackten (siehe dazu auch den Artikel über die antike Sage um das mythische Inselreich Atlantis).
Besondere Bekanntheit erlangte das Massiv im Jahre 2000, als bei Forschungstauchfahrten durch das Tiefsee-U-Boot Alvin (DSV-2) zahlreiche hydrothermale geologische Schlote entdeckt wurden. Der Besatzung von Alvin um die Forscherin Deborah Kelley (University of Washington, Seattle) bot sich der Anblick von Gruppen aus hohen weißen Zinnen und Säulen, die nahezu wie die Reste einer versunkenen Stadt wirkten. Diese bis zu Dutzenden von Metern hohen Türme bestehen aus kristallisierten Mineralien, die entstehen, wenn heißes Quellwasser auf das kalte Wasser der Tiefsee trifft. Dieses heiße Quellwasser tritt vermutlich bereits seit etwa 30.000 Jahren im Atlantis-Massiv aus. Das Gebiet wurde in Anlehnung an den Mythos von Atlantis Lost City (auf Deutsch „Verlorene Stadt“) benannt.